# Ultima zi în decembrie
Ultima zi în decembrie este un film românesc din 2008 regizat de Bogdan George Apetri. Rolurile principale au fost interpretate de actorii Dan Grigoraș, Florin Rusu, Nora Covali.

## Distribuție
Distribuția filmului este alcătuită din:
- Dan Grigoraș
- Paul Chirilă
- Florin Rusu
- Nora Covali